# Meringopus pamirensis
Meringopus pamirensis là một loài tò vò trong họ Ichneumonidae.